# Pontiac LeMans
La LeMans (pronuncia inglese, ˈləˈmɑːnz) è stata un'autovettura mid-size prodotta dalla Pontiac dal 1961 al 1981 e dalla Daewoo dal 1988 al 1993. La prima serie della LeMans apparteneva invece alla categoria di vetture compact. Il modello prodotto negli Stati Uniti è stato sostituito dalla Pontiac Bonneville nel 1982. Gli esemplari prodotti in Corea del Sud vennero commercializzati anche con il nome di Daewoo LeMans e appartenevano alla classe delle vetture subcompact.

## La prima serie: (1961-1963)
Introdotta come allestimento al top della gamma della Pontiac Tempest alla fine del 1961, la Tempest LeMans era essenzialmente una versione sportiva del modello menzionato. Questa versione era caratterizzata dall'avere un equipaggiamento più lussuoso e sportivo. Aveva in dotazione, tra l'altro, dei sedili profilati. Nell'anno in cui fu lanciata, la Tempest LeMans era disponibile solo in versione coupé due porte con montanti. Il motore disponibile era un quattro cilindri in linea da 3,2 L di cilindrata. Questa generazione di LeMans era assemblata sul pianale Y della General Motors.
Nel 1962 fu aggiunta la carrozzeria cabriolet due porte, e venne introdotta la versione a carburatore a quadruplo corpo del motore sopraccitato. La Tempest LeMans, a differenza della Tempest ordinaria, non fu mai disponibile in versione berlina, familiare e hardtop senza montanti.
Nel 1963 la LeMans diventò un modello a sé stante, ancora una volta associato solo a carrozzerie coupé e cabriolet, anche se questo fu l'ultimo anno. Nell'anno in questione, le LeMans potevano essere ordinate con l'opzionale motore V8 ad alte prestazioni da 5,3 L.
Questa serie di LeMans aveva il motore montato anteriormente e la trazione posteriore.

## La seconda serie: (1964-1967)
Alla Tempest furono ingrandite le dimensioni nel 1964. Il modello cambiò quindi di categoria, passando dalla classe compact a quella mid-size, e fu basato su un nuovo pianale, la piattaforma A della General Motors. La LeMans fu ricollocata all'interno della gamma della Tempest con un nuovo motore a sei cilindri in linea da 3,5 L di cilindrata ed un nuovo propulsore V8 da 5,3 L. Poco dopo l'inizio del model year 1964, fu disponibile per la LeMans un pacchetto sportivo, denominato GTO, che comprendeva un motore V8 da 6,4 L e che era in vendita a 300 dollari. Il motore dell'allestimento GTO proveniva dalla linea delle full-size Pontiac, ed erogava 325 CV o 335 CV a seconda delle versioni. L'allestimento GTO comprendeva anche un cambio manuale Muncie a quattro rapporti con leva Hurst montata sul pavimento, sospensioni ad alte prestazioni e pneumatici speciali. Le vendite della versione GTO toccarono il primo anno i 32.000 esemplari, molto al di sopra dei previsti 5.000. Con questi risultati, la percentuale di GTO vendute rispetto al totale di Tempest/LeMans fu elevata. Il successo e l'immagine della GTO aiutarono molto, negli anni seguenti, le vendite delle Tempest/LeMans regolari, portando la Pontiac al terzo posto tra i marchi più venduti negli Stati Uniti, dopo la Chevrolet e la Ford.

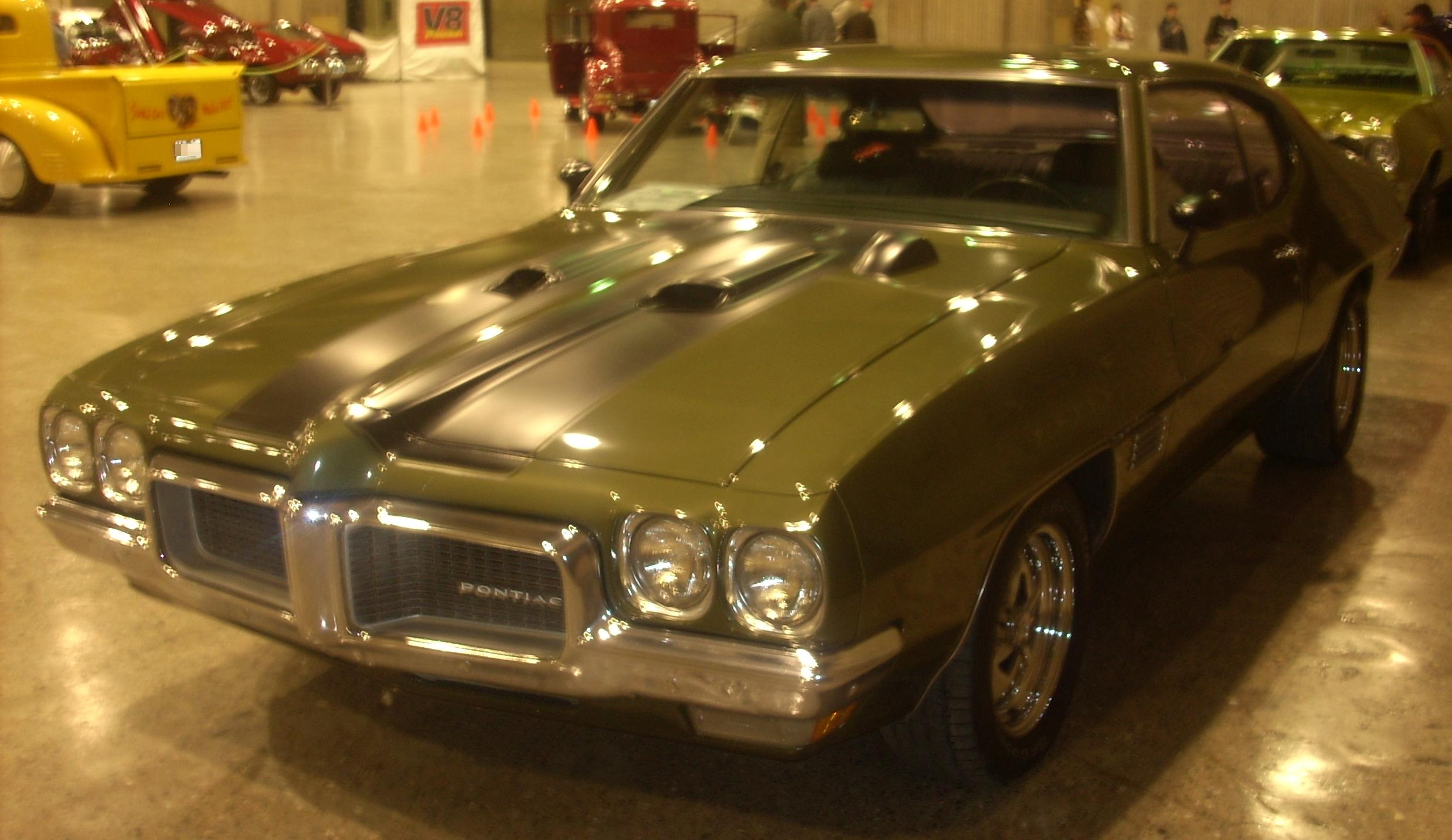
Una Pontiac LeMans coupé del 1970

La GTO diventò un modello separato nel 1966, sebbene continuasse a conservare molte caratteristiche comuni con la Tempest e con la LeMans. Nel 1966 la linea delle Pontiac venne rivista.
Mentre la GTO continuò a conservare un motore piuttosto grande, la Tempest e la LeMans ebbero in dotazione, come propulsore base, un nuovo motore a sei cilindri in linea con distribuzione monoalbero e con una cilindrata di 3,8 L. Questo motore, ideato da John De Lorean, che all'epoca era ingegnere capo alla Pontiac, era disponibile con un economico carburatore monocorpo ed erogava 165 CV. Esso era il motore base per i modelli Pontiac intermedi ma non per le GTO. Un'opzione per tutte le Tempest e le LeMans, eccetto che per le familiari, fu il pacchetto Sprint, che includeva una versione a carburatore quadruplo corpo del motore sopraccitato. A quest'ultimo, venne aumentato anche il rapporto di compressione. Il pacchetto citato aveva in dotazione anche un cambio automatico a tre marce con leva Hurst montata sul pavimento e rapporti sincronizzati, oltre che delle sospensioni speciali.
Chi però preferiva i più grandi motori V8, poteva scegliere tra un propulsore con carburatore doppio corpo da 5,3 L che sviluppava 250 CV (che fu il motore, montato sulle Tempest/LeMans, più popolare), oppure il motore da 5,3 L ad alte prestazioni con carburatore a quadruplo corpo che erogava 285 CV, e che possedeva un più alto rapporto di compressione, un albero a camme potenziato ed un impianto di scarico maggiorato con due condotti.
Le Tempest e le LeMans con pacchetto Sprint non furono molto popolari, e furono superati nelle vendite dalle GTO. Gli acquirenti delle Tempest/LeMans regolari preferivano i modelli con motore V8, soprattutto quelli da 5,3 L e da 5,7 L. Il pacchetto Sprint ed il motore a sei cilindri in linea furono tolti dal mercato nel 1969. Il ruolo di motore base fu occupato da un propulsore Chevrolet a sei cilindri da 4,1 L cilindrata e valvole in testa. Esso fu montato anche sugli altri modelli Pontiac.
Inizialmente la gamma Le Mans includeva delle coupé e delle cabriolet con montanti, ma non delle hardtop. Nel 1964 venne aggiunta all'offerta la versione coupé hard-top, che fu seguita dalla versione berlina hard-top nel 1965, la quale venne sostituita, nel 1968, da una versione quattro porte hard-top e da una Safari familiare. In generale, queste ultime due versioni si differenziavano dalla presenza di convenzionali sedili a divanetto, piuttosto che di sedili singoli della Strato, che erano montati di serie sulle coupé e cabriolet.
Questa serie di LeMans aveva il motore montato anteriormente e la trazione posteriore. Altri cambi disponibili furono una trasmissione manuale a tre rapporti ed una automatica a due marce.

## La terza serie: (1968-1972)
Nel 1968 il modello fu oggetto di un restyling, che coinvolse anche l'equipaggiamento, motori compresi. Nell'anno in questione. Venne infatti introdotto un nuovo motore V8 da 5,7 L di cilindrata.
Nel 1970 la Pontiac rivide la propria gamma, e la LeMans prese il posto della Tempest Custom. L'offerta della nuova LeMans comprendeva le versioni berlina due e quattro porte con montanti. Il precedente modello LeMans fu rinominato LeMans Sport, ed includeva le versioni berlina hard-top quattro porte, coupé hard-top due porte e cabriolet due porte. Nell'anno citato, dei motori più grandi, che erano in precedenza riservati alla GTO, iniziarono ad essere disponibili per le LeMans/Tempest. Nell'offerta, era compreso un V8 da 6,6 L di cilindrata e 265 CV di potenza (quando era installato un carburatore doppio corpo), o 330 CV se erano montati un carburatore quadruplo corpo ed un doppio condotto di scarico.
Nel 1971 la Tempest fu ritirata dal mercato, e quindi la LeMans allargò la propria gamma. Il suo nome venne associato a tutti i modelli intermedi della Pontiac, GTO compresa.
Nel 1972, tutte le Pontiac intermedie erano ora chiamate LeMans, e la GTO fu degradata da sottoserie a pacchetto opzionale. Al top della gamma LeMans era venduta la Luxury LeMans, che era disponibile in versione hardtop berlina e coupé. Gli interni erano più lussuosi di quelli disponibili sulle LeMans regolari. La LeMans Sport era disponibile in versione hardtop o cabriolet, ed era dotata di sedili singoli e di interni più ricercati, questi ultimi mutuati dalla Luxury LeMans.
Basata sul pianale A della General Motors, questa serie di LeMans aveva il motore montato anteriormente e la trazione posteriore.

## La quarta serie: (1973-1977)
Dal 1973 al 1975 le LeMans e gli altri modelli General Motors intermedi furono ingranditi anche per conformarsi a delle nuove leggi federali che imponevano l'uso di paraurti adatti ad assorbire collisioni causate da veicoli che si muovevano fino ad una velocità di 5 mph. Ciò portò all'aumento delle dimensioni e del peso delle vetture.
Durante questo periodo la linea Pontiac comprendeva la LeMans, la LeMans Sport Coupe, la GTO (solo nel 1973), la Luxury LeMans (che diventò Grand LeMans iel 1975), la Grand Am e la Can Am. I corpi vettura erano tutti basati sul progetto Colonnade della General Motors. Ciò valeva per le berline e le coupé, ma non per le cabriolet dato che dal 1972 non furono più offerte. Le prime due versioni erano provviste di montanti centrali che, quando erano presenti, limitavano le conseguenze di eventuali ribaltamenti della vettura.
I motori disponibili furono un V6 da 3,8 L di cilindrata, un sei cilindri in linea da 4,1 L, e dei V8 da 4,3 L, 4,9 L, 5,7 L, 6,6 L, e 7,5 L. I cambi disponibili erano due trasmissioni manuali a tre e quattro rapporti, ed un cambio automatico a tre velocità.
Basata sul pianale A della General Motors, questa serie di LeMans aveva il motore montato anteriormente e la trazione posteriore.

## La quinta serie: (1978-1981)
Nel 1978 la LeMans ed i modelli General Motors più grandi vennero considerevolmente rimpiccioliti. Ciò fu necessario per diminuire il peso delle vetture. L'obiettivo era produrre modelli che consumassero meno carburante. Infatti, a seguito della crisi energetica del 1973 i prezzi dei carburanti salirono notevolmente. Anche i motori, di conseguenza, furono rimpiccioliti. Inizialmente, il propulsore standard fu un V6 Buick da 3,8 L di cilindrata, mentre il motore opzionale era un V8 Pontiac da 4,9 L. Solo per la California era disponibile un motore V8 Chevrolet da 5 L.
Dal 1978 al 1980 la gamma di Pontiac intermedie comprendeva la LeMans, la Grand LeMans e la Grand Am. Quest'ultima, in questi anni, non vendette molto, e fu tolta dal mercato nel 1980. Fu poi reintrodotta nel 1985, appartenente questa volta alla classe di vetture compact. Fu poi sostituita dalla Pontiac G6 nel 2005.
L'anno finale della LeMans mid-size fu il 1981. Durante l'anno menzionato, le uniche versioni offerte furono la LeMans base e la Grand LeMans, a cui fu aggiunto l'allestimento LJ, che si posizionò tra i due modelli citati. La vettura fu dotata un muso inclinato, che la rese popolare nelle gare NASCAR. Una LeMans vinse la Daytona 500 del 1983.
Altri motori offerti furono un Pontiac da 4,3 L ed un'Oldsmobile Diesel da 5,7 L. I cambi disponibili erano due trasmissioni manuali a tre e quattro rapporti, ed un cambio automatico THM200 a tre velocità.
Basata sul pianale A della General Motors, questa serie di LeMans aveva il motore montato anteriormente e la trazione posteriore. È stata assemblata a Pontiac, Baltimora ed Oshawa
Nel 1982 la Pontiac eliminò il nome LeMans dai propri listini. Fu sostituita dalla Bonneville, che nell'occasione venne declassata da vettura full-size a modello mid-size.

## La sesta serie: (1988-1993)
La sesta serie della LeMans era in sostanza una Daewoo LeMans che venne venduta anche negli Stati Uniti tramite badge engineering. Il modello Daewoo fu prodotto in Corea del Sud dal 1986 al 1994, mentre quello destinato al mercato nordamericano fu assemblato dal 1988 al 1993.
Erano offerti tre tipi di carrozzeria, hatchback tre e cinque porte e berlina quattro porte. La versione hatchback cinque porte non fu commercializzata negli Stati Uniti.
La linea di questa serie di LeMans era fortemente basata sulla Opel Kadett. Nei mercati al di fuori della Corea, il modello è stato commercializzato come Asüna GT, Asüna SE, Daewoo 1.5i, Daewoo Fantasy, Daewoo Pointer, Daewoo Racer, e Passport Optima. In Nuova Zelanda fu venduta invece come Pontiac LeMans.
Questa serie di LeMans aveva il motore montato anteriormente e la trazione all’avantreno. Il propulsore era un quattro cilindri in linea monoalbero da 2 L di cilindrata e 95 CV di potenza.

## La LeMans nei media
- In ambito cinematografico, la LeMans compare nei film Le iene (in versione Mk III) e Terminator (in versione Mk IV Model Year 1977).[1] Lo stesso modello del film Le iene, compare anche nella celebre scena dell'inseguimento tra auto e metropolitana nel film Il braccio violento della legge (1971). Anche nel film   Una sera c'incontrammo  (1975), con Johnny Dorelli, nella versione Cabriolet.